# London Stock Exchange Group
London Stock Exchange Group plc — також відома як LSEG, є глобальним провайдером даних та інфраструктури фінансових ринків зі штаб-квартирою в лондонському Сіті, Англія. Їй належать Лондонська фондова біржа (на якій вона також котирується), Refinitiv, LSEG Technology, FTSE Russell, а також більшість акцій London Clearing House (LCH) і Tradeweb.